# Rudolf Bunge

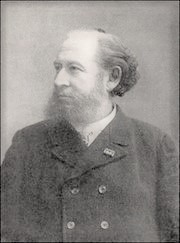
Rudolf Bunge

Rudolf Bunge (* 27. März 1836 in Köthen; † 5. Mai 1907 in Halle (Saale); Pseudonym Bruno Rudolph) war ein deutscher Dichter, Dramatiker und Librettist.

## Leben
Bunge stammt aus dem Großbürgertum, seine Eltern hatten einen großen Gewerbebetrieb, den Bunge nach dem Tode seines Vaters leitete. Erst als er die Leitung des Geschäftes seinem jüngeren Bruder übertrug, konnte er sich wieder verstärkt der Schriftstellerei widmen. Er ist der Verfasser des patriotischen Trauerspiels Der Herzog von Kurland, das den Raub Straßburgs im Dreißigjährigen Krieg schildert und daher nach der Rückkehr der deutschen Truppen aus Frankreich (nachdem es 1870 in Leipzig uraufgeführt worden war) auf vielen deutschen Bühnen gespielt wurde. Das Stück kam der damals vorherrschenden anti-französischen Stimmung entgegen und war entsprechend populär.
Sein Opernlibretto nach Scheffels Bestseller Der Trompeter von Säckingen wurde von Victor E. Nessler vertont.

## Werke
- Michel Croz: Ein treuer Führer, Reiseerinnerung aus den Hochalpen. In: Die Gartenlaube. Heft 9, 1867, S. 137–140 (Volltext [Wikisource]).
- Das Weltgericht. Dramolett in einem Aufzuge. Schettler, Cöthen 1880
- Deutsche Samariterinnen. Frauenbilder. Mit acht Porträts. Reißner, Leipzig 1883
- Der Trompeter von Säkkingen, Oper in 3 Akten, nebst einem Vorspiel. Leipzig ca. 1884; archive.org.
- Die Mädchen von Schilda. Komische Oper in drei Acten, Musik von Alban Förster. Ries & Erler, Berlin o. J.
- Prinz Louis Ferdinand. Ein Heldenleben. Historische Dichtung. Siegismund, Berlin 1895
- Burenlieder. Pierson, Dresden 1901